# جی چانگ ووک
جی چانگ ووک (کره‌ای: 지창욱؛ زادهٔ ۵ ژوئیه ۱۹۸۷) بازیگر و خواننده اهل کره جنوبی است. او با بازی در نقش اصلی دونگ‌هه در درام روزانه دوباره لبخند بزن (۲۰۱۰–۲۰۱۱) به شهرت رسید و نقش‌های اصلی برجسته‌ای در مجموعه‌های تلویزیونی مانند بک دونگ سو دلاور (۲۰۱۱)، ملکه کی (۲۰۱۱)، هیلر (۲۰۱۳–۲۰۱۴)، کی۲ (۲۰۱۶)، شریک مشکوک (۲۰۱۷)، به آرامی ذوبم کن (۲۰۱۹)، فروشگاه ست بیول (۲۰۲۰)، دلباخته در شهر (۲۰۲۰–۲۰۲۱)، صدای جادو (۲۰۲۲)، اگه آرزوتو بگی (۲۰۲۲)، بدترین شیطان (۲۰۲۳) و به سامدالری خوش آمدید (۲۰۲۳–۲۰۲۴) داشته‌است.

## زندگی شخصی
جی چانک ووک خدمت سربازی خود را ۱۴ اوت ۲۰۱۷ آغاز کرد. او ابتدا تحت آموزش‌های پایه قرار گرفت پس از اتمام این دوره، به خاطر عملکرد خوب به او جایزه چند روز مرخصی اعطا شد.
جی چانگ ووک برای ادامه خدمت سربازی خود به تیپ پنجم ارتش منتقل شد. او برای عملکرد خوبش به عنوان سرگروه و ارشد منصوب شد و مسئول نظم و آموزش به بقیه سربازها بود. خدمت سربازی او در ۲۷ آوریل ۲۰۱۹ به خوبی به پایان رسید.
برطبق گفته‌های خودِ او، با مادرش زندگی می‌کند، تک فرزند است و همچنین پدرش را بر اثر سرطان وقتی تنها یک کودک دبستانی بود از دست داد و توسط مادرش که به سختی در رستوران کار می‌کرد بزرگ شد.
او فارغ‌التحصیل دانشگاه خصوصی دانکوک سئول در رشته فیلم و تئاتر تا مقطع کارشناسی ارشد در سال ۲۰۱۳ می‌باشد. او همیشه در دوران تحصیل نمره‌های بالایی می‌گرفته اما در سال آخر که زمان کمی تا کنکور مانده بود تصمیم می‌گیرد تا به جای مهندس شدن به دانشگاه تئاتر برود و با وجود مخالفت‌های شدید مادرش و بدون داشتن هیچ پولی در کمتر از ۴ ماه خود را برای کنکور رشته مورد علاقه اش آماده می‌کند و در نهایت هم قبول می‌شود. او کودکی و نوجوانی سختی داشته‌است. مادرش یک رستوران کوچک داشته و خودش هم به کارهای پاره وقت زیادی از جمله کار در بار و کافی شاپ پرداخته‌است.
از علاقمندی‌های او می‌توان به ورزش‌های فوتبال و بسکتبال و شنا و همچنین خواندن کتاب‌های مانگا و کمیک اشاره کرد. او همچنین عاشق خوردن پاستیل است. ووک همچنین از هویج متنفر است. او سگی ماده به نام گوما دارد.
چانگ ووک بعد از همکاری با شرکت موتور وسپا ایتالیا به موتور سواری بسیار علاقمند شد و گواهینامه موتور خود را در سال ۲۰۱۶ گرفت.
صدا و استعداد خوب او در خوانندگی هم از بازی در تئاترهای موزیکال نشات می‌گیرد.
با نگاه به کارنامه کاری این بازیگر متوجه می‌شویم او برخلاف خیلی از بازیگرهای هم دوره اش علاقه به بازی در نقش‌های متفاوت در رِنج‌های گسترده‌تر دارد با اینکه خیلی از طرفداران اش بازی اکشن او را در the k2 (کی ۲) وhealer (شفادهنده) ستایش می‌کنند اما خود او بارها ذکر کرده که دوست دارد همه نوع نقشی را بازی کند نه اینکه فقط در یک نوع نقش بماند و خود را با به چالش کشیدن در نقش‌های متنوع قوی تر کند و چیزهای جدید یاد بگیرد.
از لقب‌های رسانه ای او می‌توان به kiss master (استاد بوسه) و action king (پادشاه اکشن) و melo eyeو roco artistاشاره کرد.
او تا به حال به‌طور علنی قرار نگذاشته اما چند باری شایعه قرار گذاشتن او با پارتنرهای سریال‌هایش رسانه ای شده که توسط کمپانی او تکذیب شده‌است.

## حرفه
وی کار بازیگری خود را با ایفای نقش در موزیکال‌ها آغاز کرد و با بازی در نقش کوچکی در سریال تلویزیونی I Like You
محصول سال ۲۰۰۸ پا به صفحه جادوئی گذاشت.
با اینحال، بازی او در فیلم Sleeping Beauty محصول سال ۲۰۰۸ به عنوان شروع رسمی کار بازیگری وی قلمداد می‌شود.
در سال ۲۰۰۹، جی چانگ ووک در سریال خانوادگی پسران بسیار عالی من ظاهر شد و نقش پسر بیست ساله خجالتی و ترسوئی را بازی کرد
که مجبور بود از دختر بهترین دوست خود نگهداری و مراقبت کند.
این سریال خانوادگی با دریافت رتبه ۴۰ درصدی جی را از گمنامی به شهرت رساند.
پس از این موفقیت، وی در سریال قهرمان لی جون-گی نقش فرعی این اثر را بازی کرد.
در سال ۲۰۱۰، جی در سریال روتین ۱۵۹ قسمتی دوباره لبخند بزن نخستین نقش اصلی خود را تجربه کرد.
او در این سریال در نقش دونگ هه ظاهر شد و برای واقعی بنظر رسیدن نقشش که یک اسکیت باز کره‌ای-امریکایی بود، تحت آموزش
اسکیت سرعت سابق کشور کره قرار گرفت و روزانه ۴ تا ۵ ساعت در پیست یخی اسکیت تمرین کرد.
دونگ هه که با مادرخوانده خود در آمریکا زندگی کرده و در آنجا بزرگ شده، به امید یافتن پدر واقعی خود عازم کره می‌شود و در آنجا به عنوان سرآشپز هتل مشغول به کار می‌شود. Smile Again توانست ۱۵ هفته متوالی
در صدر جدول رتبه‌بندی جذب مخاطب قرار گیرد. جی با این سریال توانست جایزه بهترین بازیگر مرد جوایز KBS در بخش سریال را از ان خود کند.
سپس در سال ۲۰۱۱ جی در سریال تاریخی-رزمی بک دونگ سو دلاور نقش آفرینی کرد.
این سریال که اقتباسی است از کمیک Honorable Baek Dong-soo اثر لی جه-هون، به روایت داستان شمشیر زنی
از دوره جوسون به نام بک دونگ-سو و دوران کودکی او تا توطئه چینی سیاسی و رقابت و هماوردیش
با دوست دوران کودکی و دشمن کنونی اش و تبدیل شدنش به چهره‌ای تاریخی می‌پردازد.
این سریال به مدت ۱۳ هفته در جایگاه نخست قرار داشت و جی توانست با این سریال جایزه ستاره جدید بخش جوایز سریال SBS را از ان خود کند.
بعد از این سریال، جی بار دیگر به عنوان بازیگر اصلی سریال پسر سبزی‌فروش ایفای نقش کرد.
این سریال براساس داستانی واقعی از موفقیت مردی جوان بنام لی یونگ سوک ساخته شده، داستان مردی که موفق شد
از مغازه کوچک سبزی فروشی در سال ۱۹۹۸ صاحب ۳۳ مغازه بزرگ فردادی در سراسر کره شود.
وی در ملودرام پنج انگشت به سال ۲۰۱۲ نخستین حضور خود در نقش منفی را تجربه کرد.
وی در این اثر نقش پیانیستی را بازی کرد که به نبوغ و استعداد خدادادی برادر بزرگتر خود در موسیقی حسادت می‌ورزید.
زمانیکه این دو برادر بر سر کار پدری اشان (ساخت پیانو) و نیز بر سر یک زن رقابت می‌کنند
چیزی جز نزاع، عشق و شورمندی به ذهن خطور نمی‌کند.
جی در سال ۲۰۱۳ با کار The Days دوباره به روی سن بازگشت و نقش بادیگارد رئیس‌جمهوری را بازی کرد
که بیست سال پیش به همراه دوستی مرموز ناپدید شده بود .The Days موزیکالی بود که در آن از اهنگ‌های فولک-راک کیم کوانگ-سوک استفاده شده بود.
شهرت و محبوبیت جی زمانی افزایش یافت که در سریالی تاریخی به نام ملکه کی نقش Toghon Temür(یا Huizong) را بازی کرد،
Toghon Temür شانزدهمین امپراتور سلسله یوان بود که با زنی از سلسله گوریو ازدواج کرد.
این سریال از اواخر سال ۲۰۱۳ تا ۲۹ آوریل ۲۰۱۴ به روی آنتن شبکه MBC رفت و بسیار موفق بود، جی در جشنواره جوایز این شبکه جایزه بازیگر مرد ممتاز را دریافت کرد.
در اواسطـ ژوئیه ۲۰۱۳، جی در سریال پنج قسمتی Secret Love Have You Ever Had Coffee With an Angel ظاهر شد
و در نقش عشق گیو-ری با اعضای گروه Kara همبازی شد.
سپس در فیلم کمدی و اکشن Two Constables چهارمین سری از فیلم Two Cops به کارگردانی کانگ وو-سوک بازی کرد.
او در این فیلم در نقش افسر تازه‌کار و بی دقت ظاهر شد و به همراه کیونگ-گو که نقش یک افسر باتجربه و بی‌احساس را داشت، بازی کرد؛ و سرانجام از دسامبر سال ۲۰۱۴ تا فوریه سال ۲۰۱۵ جی در مجموعه تلویزیونی Healer به نویسندگی سونگ چی-نا بازی کرد
و برای ایفای نقش خود تحت تعلیم هنرهای رزمی قرار گرفت. هم چنین از این مهارت‌ها بهترین بهره را برد و در سریال عاشقانه، اکشن کی۲ که از ۲۳ سپتامبر سال ۲۰۱۶ تا ۱۲ نوامبر همان سال به نمایش درآمد نقش آفرینی کرد داستان این مجموعه تلویزیونی زیبا در مورد جوانی به نام کیم جه‌ها (جی چانگ ووک) کارمند یک شرکت امنیتی ست که بر اثر اتفاقاتی تبدیل به یک فرد فراری و بدبین شده تا اینکه شانسی دوباره به او عطا میشه تا بادیگارد فرزند رئیس‌جمهور شود او با این نقش که با هنرمند پرتوان ایم یونا قرار داشت به محبوبیت خود افزود. آخرین سریال او قبل خدمت سربازی شریک مشکوک بود. در سال ۲۰۲۰ در سریال فروشگاه ست بیول یا backstreet rookie که از وبتونی به همین نام ایده گرفته شده همراه با کیم یو جونگ ایفای نقش کرد.

## فیلم‌شناسی

### فیلم
| سال  | عنوان                                    | نقش            | توضیحات              | منابع  |
| ---- | ---------------------------------------- | -------------- | -------------------- | ------ |
| ۲۰۰۶ | روزها…                                   |                |                      |        |
| ۲۰۰۸ | زیبای خفته                               | جین سو         |                      |        |
| ۲۰۰۹ | پرونده گمشده عجیب آقای جی                | سون گون مان    |                      | [ ۵ ]  |
| ۲۰۱۰ | ناقوس مرگ ۲                              | سو ایل         |                      | [ ۶ ]  |
| ۲۰۱۱ | اعتراف                                   |                | فیلم کوتاه           | [ ۷ ]  |
| ۲۰۱۳ | دستورالعمل استفاده از مردان با نکات مخفی | برادر هونگ جون | حضور افتخاری         |        |
| ۲۰۱۵ | راه طولانی خانه                          | افسر پلیس      | حضور افتخاری         | [ ۸ ]  |
| ۲۰۱۷ | شهر جعلی                                 | کوان یو        |                      | [ ۹ ]  |
| ۲۰۱۷ | نام تو                                   | تاکی تاچیبانا  | صداپیشه، دوبله کره‌ای | [ ۱۰ ] |
| ۲۰۱۷ | برادران                                  | یونگ چون به    | حضور افتخاری         | [ ۱۱ ] |
| ۲۰۲۱ | ضربه سخت                                 | جین‌وو          |                      | [ ۱۲ ] |

### مجموعه تلویزیونی
| سال       | عنوان                 | نقش                              | توضیحات   | منابع  |
| --------- | --------------------- | -------------------------------- | --------- | ------ |
| ۲۰۰۸      | تو قلبم رو دزدیدی     | لی فیلیپ                         |           |        |
| ۲۰۰۹      | پسران بسیار عالی من   | سونگ می پونگ                     |           | [ ۱۳ ] |
| ۲۰۰۹–۲۰۱۰ | قهرمان                | پارک جو هیونگ                    |           | [ ۱۴ ] |
| ۲۰۱۰–۲۰۱۱ | دوباره لبخند بزن      | کارل لیکر / دونگ هه              |           | [ ۱۵ ] |
| ۲۰۱۱      | بک دونگ سو دلاور      | بک دونگ سو                       |           | [ ۱۶ ] |
| ۲۰۱۱–۲۰۱۲ | پسر سبزی‌فروش          | هان ته یانگ                      |           | [ ۱۷ ] |
| ۲۰۱۲      | پنج انگشت             | یو این ها                        |           | [ ۱۸ ] |
| ۲۰۱۳–۲۰۱۴ | ملکه کی               | طغون تیمور / تا هوان             |           | [ ۱۹ ] |
| ۲۰۱۴–۲۰۱۵ | هیلر                  | سو جونگ هو / پارک بونگ سو / هیلر |           | [ ۲۰ ] |
| ۲۰۱۶      | دختر گردباد ۲         | چانگ آن                          | درام چینی | [ ۲۱ ] |
| ۲۰۱۶      | کی۲                   | کیم جه ها / کی۲                  |           | [ ۲۲ ] |
| ۲۰۱۷      | شریک مشکوک            | نو جی ووک                        |           | [ ۲۳ ] |
| ۲۰۱۹      | به آرامی ذوبم کن      | ما دونگ چان                      |           | [ ۲۴ ] |
| ۲۰۲۰      | فروشگاه ست بیول       | چویی ده هیون                     |           | [ ۲۵ ] |
| ۲۰۲۲      | اگه آرزوتو بگی        | یون گیو ره                       |           | [ ۲۶ ] |
| ۲۰۲۳–۲۰۲۴ | به سامدالری خوش آمدید | چو یونگ پیل                      |           | [ ۲۷ ] |

### مجموعه اینترنتی
| سال       | عنوان                      | نقش                          | توضیحات   | منابع         |
| --------- | -------------------------- | ---------------------------- | --------- | ------------- |
| ۲۰۱۴      | کارا: عشق مخفی             | فرشته شماره ۲۰۱۳، چون سا نام | قسمت ۹–۱۰ | [ ۲۸ ]        |
| ۲۰۱۶      | اولین بوسه برای هفتمین بار | خودش                         | قسمت ۳–۴  | [ ۲۹ ]        |
| ۲۰۲۰–۲۰۲۱ | دلباخته در شهر             | پارک جه وون                  |           | [ ۳۰ ] [ ۳۱ ] |
| ۲۰۲۲      | صدای جادو                  | لی ری ئول                    |           | [ ۳۲ ]        |
| ۲۰۲۳      | بدترین شیطان               | پارک جون مو                  |           | [ ۳۳ ]        |
| ۲۰۲۴      | ملکه وو                    | گو نام مو / گوگوک‌چون گوگوریو |           | [ ۳۴ ]        |

## نمایش موزیکال
| سال                                | عنوان                                    | نقش          | توضیحات |
| ---------------------------------- | ---------------------------------------- | ------------ | --- |
| ۲۰۰۷                               | Fire and Ice                             |              | - Composed of three short plays: Moon Story, Sandglass, That's Right!                                                                         |
| ۲۰۱۱                               | Thrill Me                                | Richard Loeb | |
| ۲۰۱۳                               | روز ها                                   | مو یونگ      | - Jukebox musical featuring songs by late folk-rock singer Kim Kwang-seok. - Starred in the musical's first run from April to September 2013. |
| ۲۰۱۳                               | Jack the Ripper                          | دنیل         | |
| ۲۰۱۳                               | Brothers Were Brave                      | لی جوبونگ    | |
| ۲۰۱۴                               | روز ها                                   | مو یونگ      | - Reprised his role for the musical's second run from October 2014 to January 2015.                                                           |
| ۲۰۱۶                               | روز ها                                   | مو یونگ      | |
| ۲۰۱۸                               | \| Shinheung Military Academy Musical \| | dong-gyu     | Musical staged by the Republic of Korea Army (ROKA) in celebration of its 70th founding anniversary                                           |
| Shinheung Military Academy Musical |                                          |              | |

## ترانه‌شناسی
| سال  | عنوان                                                                                    | توضیحات                                       |
| ---- | ---------------------------------------------------------------------------------------- | --------------------------------------------- |
| ۲۰۱۱ | "Meet Again"                                                                             | track from بک دونگ سو دلاور OST               |
| ۲۰۱۱ | "Oh Sing Sing Men" (with لی کونگ سو، Kim Young-kwang, Shin Won-ho, Sung-je, and Ji-hyuk) | tracks from پسر سبزی‌فروش OST Japanese release |
| ۲۰۱۱ | "Your Warmth"                                                                            | tracks from پسر سبزی‌فروش OST Japanese release |
| ۲۰۱۲ | "Fill Up"                                                                                | track from پنج انگشت OST                      |
| ۲۰۱۴ | "To the Butterfly"                                                                       | track from ملکه کی OST                        |
| ۲۰۱۵ | "I Will Protect You"                                                                     | track from هیلر OST                           |

## جوایز و نامزدی‌ها
| سال  | جایزه                                | دسته‌بندی                                           | نامزد / اثر      | نتیجه    |
| ---- | ------------------------------------ | -------------------------------------------------- | ---------------- | -------- |
| 2011 | 4th Korea Drama Awards               | Best New Actor                                     | دوباره لبخند بزن | نامزدشده |
| 2011 | KBS Drama Awards                     | Excellence Award, Actor in a Daily Drama           | دوباره لبخند بزن | برنده    |
| 2011 | SBS Drama Awards                     | New Star Award                                     | بک دونگ سو دلاور | برنده    |
| 2012 | SBS Drama Awards                     | Excellence Award, Actor in a Weekend/Daily Drama   | پنج انگشت        | نامزدشده |
| 2013 | 7th The Musical Awards               | Best New Actor                                     | روزها            | برنده    |
| 2013 | MBC Drama Awards                     | Excellence Award, Actor in a Special Project Drama | ملکه کی          | برنده    |
| 2014 | 9th Seoul International Drama Awards | Outstanding Korean Actor                           | ملکه کی          | نامزدشده |
| 2014 | 7th Korea Drama Awards               | Top Excellence Award, Actor                        | ملکه کی          | نامزدشده |
| 2014 | 3rd APAN Star Awards                 | Excellence Award, Actor in a Serial Drama          | ملکه کی          | نامزدشده |
| 2014 | KBS Drama Awards                     | Excellence Award, Actor in a Mid-length Drama      | هیلر             | نامزدشده |
| 2014 | KBS Drama Awards                     | Popularity Award, Actor                            | هیلر             | برنده    |
| 2014 | KBS Drama Awards                     | Best Couple Award with پارک مین یونگ               | هیلر             | برنده    |
| ۲۰۱۷ | ۵۳مین مراسم اهدای جوایز هنری بکسانگ  | بهترین بازیگر تازه‌کار مرد                          | شهر ساختگی       | نامزدشده |
| ۲۰۱۷ | ۵۳مین مراسم اهدای جوایز هنری بکسانگ  | محبوب‌ترین بازیگر مرد                               | شهر ساختگی       | نامزدشده |